# Damernas turnering i fotboll vid panamerikanska spelen 2011
Damernas turnering i fotboll vid panamerikanska spelen 2011 spelades under perioden 18–27 oktober 2011 i Guadalajara, Mexiko.
I damernas turnering var det ej någon åldersnivå på spelarna, tävlingen avgjordes av seniorlag. Totalt deltog 143 spelare från 8 nationer. Man spelade 16 matcher och det gjordes 31 mål (1,94 mål per match).
Kanada vann turneringen efter vinst i finalen mot Brasilien på straffsparksläggning. Mexiko blev bronsmedaljör efter vinst mot Colombia i matchen om tredjepris.

## Resultat

### Gruppspel
De åtta deltagande lagen delades upp i två grupper (grupp A och grupp B), där de två främsta lagen ur respektive grupp blev kvalificerad till att spela i utslagsspelet.

#### Grupp A
| Nr | Lag                 | S | V | O | F | GM | IM | MS | P |
| -- | ------------------- | - | - | - | - | -- | -- | -- | - |
| 1  | Colombia            | 3 | 2 | 0 | 1 | 2  | 1  | +1 | 6 |
| 2  | Mexiko              | 3 | 1 | 2 | 0 | 2  | 1  | +1 | 5 |
| 3  | Chile               | 3 | 1 | 1 | 1 | 3  | 1  | +2 | 4 |
| 4  | Trinidad och Tobago | 3 | 0 | 1 | 2 | 1  | 5  | −4 | 1 |

|               | 18 oktober    | Colombia    | 1 – 0   | Trinidad och Tobago | Estadio Omnilife                                              |                                                               |
| 14:00 (UTC−5) | 14:00 (UTC−5) | Andrade 18′ | (1 – 0) |                     | Guadalajara Publik: 3 548 Domare: Salomé di Iorio (Argentina) | Guadalajara Publik: 3 548 Domare: Salomé di Iorio (Argentina) |
| 14:00 (UTC−5) | 14:00 (UTC−5) |             |         |                     | Guadalajara Publik: 3 548 Domare: Salomé di Iorio (Argentina) | Guadalajara Publik: 3 548 Domare: Salomé di Iorio (Argentina) |
| 14:00 (UTC−5) | 14:00 (UTC−5) |             |         |                     | Guadalajara Publik: 3 548 Domare: Salomé di Iorio (Argentina) | Guadalajara Publik: 3 548 Domare: Salomé di Iorio (Argentina) |

|               | 18 oktober    | Mexiko | 0 – 0 | Chile | Estadio Omnilife                                           |                                                            |
| 21:00 (UTC−5) | 21:00 (UTC−5) |        |       |       | Guadalajara Publik: 9 235 Domare: Diane Ferreiras (Guyana) | Guadalajara Publik: 9 235 Domare: Diane Ferreiras (Guyana) |
| 21:00 (UTC−5) | 21:00 (UTC−5) |        |       |       | Guadalajara Publik: 9 235 Domare: Diane Ferreiras (Guyana) | Guadalajara Publik: 9 235 Domare: Diane Ferreiras (Guyana) |
| 21:00 (UTC−5) | 21:00 (UTC−5) |        |       |       | Guadalajara Publik: 9 235 Domare: Diane Ferreiras (Guyana) | Guadalajara Publik: 9 235 Domare: Diane Ferreiras (Guyana) |

|               | 20 oktober    | Chile | 0 – 1   | Colombia  | Estadio Omnilife                                          |                                                           |
| 14:00 (UTC−5) | 14:00 (UTC−5) |       | (0 – 1) | Rincón 3′ | Guadalajara Publik: 4 204 Domare: Lucila Venegas (Mexiko) | Guadalajara Publik: 4 204 Domare: Lucila Venegas (Mexiko) |
| 14:00 (UTC−5) | 14:00 (UTC−5) |       |         |           | Guadalajara Publik: 4 204 Domare: Lucila Venegas (Mexiko) | Guadalajara Publik: 4 204 Domare: Lucila Venegas (Mexiko) |
| 14:00 (UTC−5) | 14:00 (UTC−5) |       |         |           | Guadalajara Publik: 4 204 Domare: Lucila Venegas (Mexiko) | Guadalajara Publik: 4 204 Domare: Lucila Venegas (Mexiko) |

|               | 20 oktober    | Mexiko               | 1 – 1   | Trinidad och Tobago | Estadio Omnilife                                          |                                                           |
| 20:00 (UTC−5) | 20:00 (UTC−5) | Dominguez 42′ (str.) | (1 – 1) | Attin-Johnson 21′   | Guadalajara Publik: 9 168 Domare: Irasema Aguilera (Kuba) | Guadalajara Publik: 9 168 Domare: Irasema Aguilera (Kuba) |
| 20:00 (UTC−5) | 20:00 (UTC−5) |                      |         |                     | Guadalajara Publik: 9 168 Domare: Irasema Aguilera (Kuba) | Guadalajara Publik: 9 168 Domare: Irasema Aguilera (Kuba) |
| 20:00 (UTC−5) | 20:00 (UTC−5) |                      |         |                     | Guadalajara Publik: 9 168 Domare: Irasema Aguilera (Kuba) | Guadalajara Publik: 9 168 Domare: Irasema Aguilera (Kuba) |

|               | 22 oktober    | Trinidad och Tobago | 0 – 3   | Chile                           | Estadio Omnilife                                              |                                                               |
| 10:00 (UTC−5) | 10:00 (UTC−5) |                     | (0 – 2) | Lara 18′ Mardones 40′ Rojas 65′ | Guadalajara Publik: 5 900 Domare: Salomé di Iorio (Argentina) | Guadalajara Publik: 5 900 Domare: Salomé di Iorio (Argentina) |
| 10:00 (UTC−5) | 10:00 (UTC−5) |                     |         |                                 | Guadalajara Publik: 5 900 Domare: Salomé di Iorio (Argentina) | Guadalajara Publik: 5 900 Domare: Salomé di Iorio (Argentina) |
| 10:00 (UTC−5) | 10:00 (UTC−5) |                     |         |                                 | Guadalajara Publik: 5 900 Domare: Salomé di Iorio (Argentina) | Guadalajara Publik: 5 900 Domare: Salomé di Iorio (Argentina) |

|               | 22 oktober    | Mexiko   | 1 – 0   | Colombia | Estadio Omnilife                                             |                                                              |
| 17:00 (UTC−5) | 17:00 (UTC−5) | Perez 2′ | (1 – 0) |          | Guadalajara Publik: 13 833 Domare: Yesli Rivas (El Salvador) | Guadalajara Publik: 13 833 Domare: Yesli Rivas (El Salvador) |
| 17:00 (UTC−5) | 17:00 (UTC−5) |          |         |          | Guadalajara Publik: 13 833 Domare: Yesli Rivas (El Salvador) | Guadalajara Publik: 13 833 Domare: Yesli Rivas (El Salvador) |
| 17:00 (UTC−5) | 17:00 (UTC−5) |          |         |          | Guadalajara Publik: 13 833 Domare: Yesli Rivas (El Salvador) | Guadalajara Publik: 13 833 Domare: Yesli Rivas (El Salvador) |

#### Grupp B
| Nr | Lag        | S | V | O | F | GM | IM | MS | P |
| -- | ---------- | - | - | - | - | -- | -- | -- | - |
| 1  | Brasilien  | 3 | 2 | 1 | 0 | 4  | 1  | +3 | 7 |
| 2  | Kanada     | 3 | 2 | 1 | 0 | 4  | 1  | +3 | 7 |
| 3  | Costa Rica | 3 | 0 | 1 | 2 | 5  | 8  | −3 | 1 |
| 4  | Argentina  | 3 | 0 | 1 | 2 | 3  | 6  | −3 | 1 |

|               | 18 oktober    | Kanada                                  | 3 – 1   | Costa Rica      | Estadio Omnilife                                                       |                                                                        |
| 11:00 (UTC−5) | 11:00 (UTC−5) | Julien 30′ Sinclair 51′ Pietrangelo 82′ | (1 – 0) | Cruz 28′ (str.) | Guadalajara Publik: 3 380 Domare: Shane de Silva (Trinidad och Tobago) | Guadalajara Publik: 3 380 Domare: Shane de Silva (Trinidad och Tobago) |
| 11:00 (UTC−5) | 11:00 (UTC−5) |                                         |         |                 | Guadalajara Publik: 3 380 Domare: Shane de Silva (Trinidad och Tobago) | Guadalajara Publik: 3 380 Domare: Shane de Silva (Trinidad och Tobago) |
| 11:00 (UTC−5) | 11:00 (UTC−5) |                                         |         |                 | Guadalajara Publik: 3 380 Domare: Shane de Silva (Trinidad och Tobago) | Guadalajara Publik: 3 380 Domare: Shane de Silva (Trinidad och Tobago) |

|               | 18 oktober    | Argentina | 0 – 2   | Brasilien              | Estadio Omnilife                                          |                                                           |
| 17:00 (UTC−5) | 17:00 (UTC−5) |           | (0 – 2) | Guedes 27′ Daniele 37′ | Guadalajara Publik: 5 967 Domare: Lucila Venegas (Mexiko) | Guadalajara Publik: 5 967 Domare: Lucila Venegas (Mexiko) |
| 17:00 (UTC−5) | 17:00 (UTC−5) |           |         |                        | Guadalajara Publik: 5 967 Domare: Lucila Venegas (Mexiko) | Guadalajara Publik: 5 967 Domare: Lucila Venegas (Mexiko) |
| 17:00 (UTC−5) | 17:00 (UTC−5) |           |         |                        | Guadalajara Publik: 5 967 Domare: Lucila Venegas (Mexiko) | Guadalajara Publik: 5 967 Domare: Lucila Venegas (Mexiko) |

|               | 20 oktober    | Kanada     | 1 – 0   | Argentina | Estadio Omnilife                                            |                                                             |
| 10:00 (UTC−5) | 10:00 (UTC−5) | Julien 48′ | (0 – 0) |           | Guadalajara Publik: 4 204 Domare: Yesli Rivas (El Salvador) | Guadalajara Publik: 4 204 Domare: Yesli Rivas (El Salvador) |
| 10:00 (UTC−5) | 10:00 (UTC−5) |            |         |           | Guadalajara Publik: 4 204 Domare: Yesli Rivas (El Salvador) | Guadalajara Publik: 4 204 Domare: Yesli Rivas (El Salvador) |
| 10:00 (UTC−5) | 10:00 (UTC−5) |            |         |           | Guadalajara Publik: 4 204 Domare: Yesli Rivas (El Salvador) | Guadalajara Publik: 4 204 Domare: Yesli Rivas (El Salvador) |

|               | 20 oktober    | Brasilien             | 2 – 1   | Costa Rica | Estadio Omnilife                                           |                                                            |
| 17:00 (UTC−5) | 17:00 (UTC−5) | Débora 59′ Guedes 62′ | (0 – 0) | Cruz 90+5′ | Guadalajara Publik: 6 837 Domare: Diane Ferreiras (Guyana) | Guadalajara Publik: 6 837 Domare: Diane Ferreiras (Guyana) |
| 17:00 (UTC−5) | 17:00 (UTC−5) |                       |         |            | Guadalajara Publik: 6 837 Domare: Diane Ferreiras (Guyana) | Guadalajara Publik: 6 837 Domare: Diane Ferreiras (Guyana) |
| 17:00 (UTC−5) | 17:00 (UTC−5) |                       |         |            | Guadalajara Publik: 6 837 Domare: Diane Ferreiras (Guyana) | Guadalajara Publik: 6 837 Domare: Diane Ferreiras (Guyana) |

|               | 22 oktober    | Costa Rica                            | 3 – 3   | Argentina                                | Estadio Omnilife                                                       |                                                                        |
| 13:00 (UTC−5) | 13:00 (UTC−5) | Acosta 67′ Rodriguez 75′ Alvarado 82′ | (0 – 3) | Pereyra 5′ Vallejos 8′ Ugalde 16′ (sjm.) | Guadalajara Publik: 6 417 Domare: Shane de Silva (Trinidad och Tobago) | Guadalajara Publik: 6 417 Domare: Shane de Silva (Trinidad och Tobago) |
| 13:00 (UTC−5) | 13:00 (UTC−5) |                                       |         |                                          | Guadalajara Publik: 6 417 Domare: Shane de Silva (Trinidad och Tobago) | Guadalajara Publik: 6 417 Domare: Shane de Silva (Trinidad och Tobago) |
| 13:00 (UTC−5) | 13:00 (UTC−5) |                                       |         |                                          | Guadalajara Publik: 6 417 Domare: Shane de Silva (Trinidad och Tobago) | Guadalajara Publik: 6 417 Domare: Shane de Silva (Trinidad och Tobago) |

|               | 22 oktober    | Brasilien | 0 – 0 | Kanada | Estadio Omnilife                                           |                                                            |
| 20:00 (UTC−5) | 20:00 (UTC−5) |           |       |        | Guadalajara Publik: 16 316 Domare: Irasema Aguilera (Kuba) | Guadalajara Publik: 16 316 Domare: Irasema Aguilera (Kuba) |
| 20:00 (UTC−5) | 20:00 (UTC−5) |           |       |        | Guadalajara Publik: 16 316 Domare: Irasema Aguilera (Kuba) | Guadalajara Publik: 16 316 Domare: Irasema Aguilera (Kuba) |
| 20:00 (UTC−5) | 20:00 (UTC−5) |           |       |        | Guadalajara Publik: 16 316 Domare: Irasema Aguilera (Kuba) | Guadalajara Publik: 16 316 Domare: Irasema Aguilera (Kuba) |

### Utslagsspel

#### Semifinaler
|               | 25 oktober    | Mexiko | 0 – 1   | Brasilien   | Estadio Omnilife                                           |                                                            |
| 17:00 (UTC−5) | 17:00 (UTC−5) |        | (0 – 0) | Maurine 79′ | Guadalajara Publik: 19 770 Domare: Irasema Aguilera (Kuba) | Guadalajara Publik: 19 770 Domare: Irasema Aguilera (Kuba) |
| 17:00 (UTC−5) | 17:00 (UTC−5) |        |         |             | Guadalajara Publik: 19 770 Domare: Irasema Aguilera (Kuba) | Guadalajara Publik: 19 770 Domare: Irasema Aguilera (Kuba) |
| 17:00 (UTC−5) | 17:00 (UTC−5) |        |         |             | Guadalajara Publik: 19 770 Domare: Irasema Aguilera (Kuba) | Guadalajara Publik: 19 770 Domare: Irasema Aguilera (Kuba) |

|               | 25 oktober    | Colombia | 1 – 2   | Kanada             | Estadio Omnilife                                               |                                                                |
| 20:00 (UTC−5) | 20:00 (UTC−5) | Usme 83′ | (0 – 0) | Kyle 48′ Gayle 88′ | Guadalajara Publik: 20 966 Domare: Salomé di Iorio (Argentina) | Guadalajara Publik: 20 966 Domare: Salomé di Iorio (Argentina) |
| 20:00 (UTC−5) | 20:00 (UTC−5) |          |         |                    | Guadalajara Publik: 20 966 Domare: Salomé di Iorio (Argentina) | Guadalajara Publik: 20 966 Domare: Salomé di Iorio (Argentina) |
| 20:00 (UTC−5) | 20:00 (UTC−5) |          |         |                    | Guadalajara Publik: 20 966 Domare: Salomé di Iorio (Argentina) | Guadalajara Publik: 20 966 Domare: Salomé di Iorio (Argentina) |

#### Match om tredjepris
|               | 27 oktober    | Mexiko    | 1 – 0 (e.fl.) | Colombia | Estadio Omnilife                                             |                                                              |
| 14:00 (UTC−5) | 14:00 (UTC−5) | Ruiz 100′ | (0 – 0)       |          | Guadalajara Publik: 31 408 Domare: Yesli Rivas (El Salvador) | Guadalajara Publik: 31 408 Domare: Yesli Rivas (El Salvador) |
| 14:00 (UTC−5) | 14:00 (UTC−5) |           |               |          | Guadalajara Publik: 31 408 Domare: Yesli Rivas (El Salvador) | Guadalajara Publik: 31 408 Domare: Yesli Rivas (El Salvador) |
| 14:00 (UTC−5) | 14:00 (UTC−5) |           |               |          | Guadalajara Publik: 31 408 Domare: Yesli Rivas (El Salvador) | Guadalajara Publik: 31 408 Domare: Yesli Rivas (El Salvador) |

#### Final
|       | 27 oktober | Brasilien                                 | 1 – 1 (e.fl.)              | Kanada                                  | Estadio Omnilife                                            |                                                             |
| 17:45 | 17:45      | Débora 4′                                 | (1 – 0)                    | Sinclair 87′                            | Guadalajara Publik: 33 614 Domare: Diane Ferreiras (Guyana) | Guadalajara Publik: 33 614 Domare: Diane Ferreiras (Guyana) |
| 17:45 | 17:45      |                                           |                            |                                         | Guadalajara Publik: 33 614 Domare: Diane Ferreiras (Guyana) | Guadalajara Publik: 33 614 Domare: Diane Ferreiras (Guyana) |
| 17:45 | 17:45      | Alberto Maurine Nascimento Wiggers Débora | Straffsparksläggning 3 – 4 | Matheson Sinclair Booth Schmidt Chapman | Guadalajara Publik: 33 614 Domare: Diane Ferreiras (Guyana) | Guadalajara Publik: 33 614 Domare: Diane Ferreiras (Guyana) |